# ペンザンス駅
ペンザンス駅（ペンザンスえき、英語: Penzance station）は、イングランドのコーンウォール西部にあるペンザンスの町にあり、イギリス最南端の駅である。プリマスからのコーニッシュ本線の終点であり、ロンドン・パディントン駅からブリストル・テンプル・ミーズ駅を経由して526キロメートル (327 mi)の距離にある。グレート・ウェスタン・レールウェイとクロスカントリーが乗り入れており、前者は駅の運営も担っている。

## 歴史

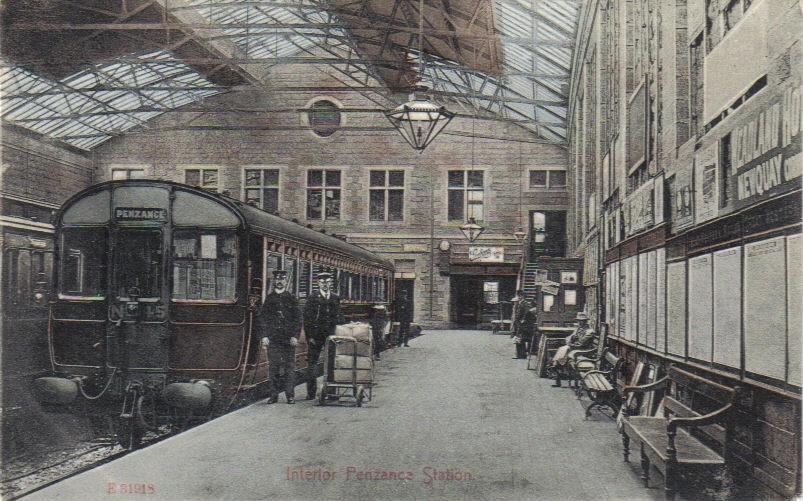
2代目駅舎内部（1915年頃）

駅は、レッドルースからの路線の終点として、1852年3月11日にウェスト・コーンウォール鉄道によって開通した。1876年の火災で物置小屋が焼失、1879年にウィリアム・ランカスター・オーウェンの設計により、木造の乗客用建物が花崗岩で建てられた現在の駅舎に置き換えられた。総費用は約15,000ポンドで、うち5,000ポンドは屋根の構築のための鉄と50トンのガラスの費用であった。1879年11月18日に新しいプラットフォームが初めて使用された。しかし、1880年までに、新しい駅舎は石積みの沈下と屋根の鉄の収縮により、数枚のガラスが破損するなどの問題があった。
1937年と1983年に新しい切符売り場とビュッフェがオープンしたときに、さらに変更が加えられた。
プラットフォームの後ろの丘の中腹を保持する壁の塞がれたアーチ道は、石炭貯蔵所として鉄道によって使用された。鮮魚を中心とした貨物が取り扱われていた場所は現在はバス停に隣接する駐車場になっている。ここには機関庫も所在していたが、線路の反対側の擁壁の端への移転を経て、ロングロックに建設されたペンザンス車両基地に役割を譲っている。1882年11月、アルバート埠頭に行くためレールを通過する舗装に苦情がありました。自治区議会は、鉄道側に舗装を花崗岩の石畳に置き換えて線路を敷きなおすように要求した。
1996年から、サウス・ウェスト・トレインズはエクセター・セント・デイヴィッズ駅発着列車を延長する形で土休日にロンドン・ウォータールー駅への直通列車の運行を開始した。この延長運転は2009年12月に終了している。
2012年から2013年に、駅の屋根が改装された。

## 構造

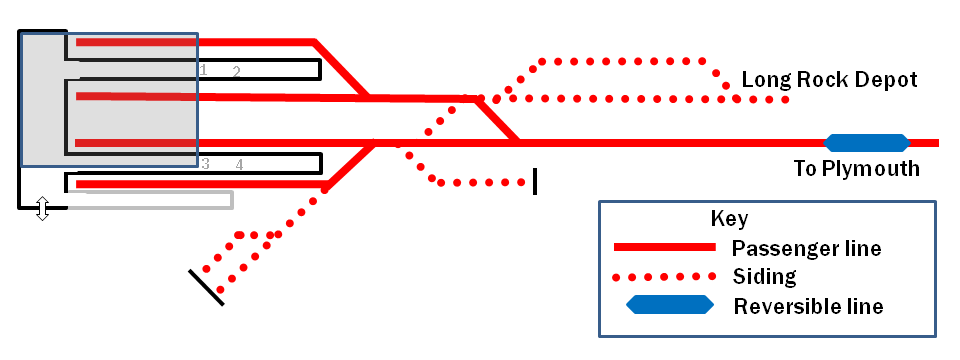
駅のレイアウト

ペンザンス駅は南側を海に、北側を擁壁に挟まれて所在している。営業に用いられるホームは4線あり、1・2・3番線はトレイン・シェッド（大屋根）内に、4番線は南側の屋外にある。ホームの端には来訪者を歓迎する文言が英語とコーンウォール語の両方で刻まれた大きな石が置かれている。 
駅に出入りする線路はかつては複線だったが、1977年に旧上り線がペンザンス車両基地の入出庫線に転用されてからはマラジオン駅跡まで単線区間となっている。

## 運行概況

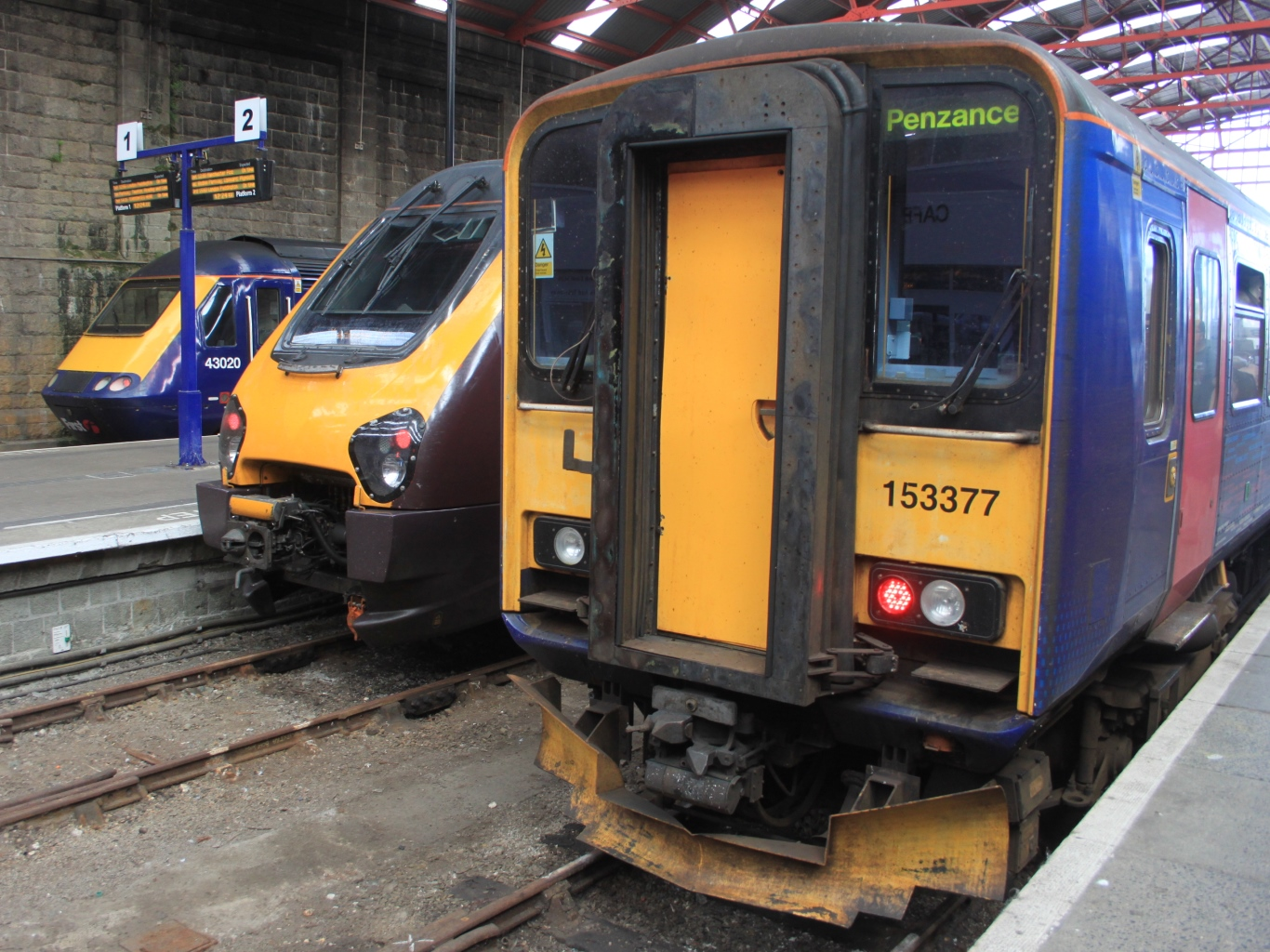
左から右へ：GWR都市間、CrossCountry、GWR地域サービス

グレート・ウェスタン・レールウェイはロンドン・パディントン駅やエクセター・セント・デイヴィッズ駅への列車を運行している。ロンドンへの所要時間は5〜6時間であり、愛称付き列車には寝台列車のナイト・リビエラやゴールデンハインド、コーニッシュ・リヴィエラ・エクスプレス、ロイヤルダッチーが含まれる。
クロスカントリーはバーミンガム・ニューストリート駅、マンチェスター・ピカデリー駅、リーズ駅、エディンバラ・ウェイヴァリー駅、ダンディー駅、グラスゴー・セントラル駅など、ウェスト・ミッドランズやイングランド北東部、スコットランドへの列車を運行している。このうちアバディーン駅発着の列車はイギリス最長の列車であり、所要時間は約13時間半である。

## 乗客数
ペンザンスはトゥルーロ駅に次いでコーンウォールで2番目に混雑する駅である。2011年4月からの1年間の乗客数は2002年4月からの1年間と比較して48％増加している。
|          | 2002–03 | 2004–05 | 2005–06 | 2006–07 | 2007–08 | 2008–09 | 2009–10 | 2010–11 | 2011–12 | 2012-13 | 2013-14 | 2014-15 | 2015-16 | 2016-17 | 2017-18 | 2018-19 |
| -------- | ------- | ------- | ------- | ------- | ------- | ------- | ------- | ------- | ------- | ------- | ------- | ------- | ------- | ------- | ------- | ------- |
| 乗車人数 | 199,282 | 205,025 | 210,998 | 235,377 | 253,881 | 323,269 | 260,491 | 278,273 | 289,824 | 281,496 | 266,629 | 274,865 | 271,518 | 280,169 | 284,418 | 285,049 |
| 降車人数 | 192,726 | 197,974 | 202,907 | 226,387 | 244,409 | 323,269 | 260,491 | 278,273 | 289,824 | 281,496 | 266,629 | 274,865 | 271,518 | 280,169 | 284,418 | 285,049 |
| 乗換人数 |         | 2,132   | 748     | 699     | 354     | 49      | 200     | 22      | 118     | -       | 31      | 172     | 174     | 17      | 1,384   | 1,598   |
| 合計     | 392,008 | 405,132 | 414,653 | 462,463 | 498,644 | 646,538 | 521,182 | 556,568 | 579,648 | 562,992 | 533,258 | 549,730 | 543,036 | 560,338 | 568,836 | 570,098 |